# Finales NBA 1988
Navigation
Finales 1987 Finales 1989
Les finales NBA 1988 sont la dernière série de matchs de la saison 1987-1988 de la NBA et la conclusion des séries éliminatoires (playoffs) de la saison. Le champion de la conférence Est, les Pistons de Détroit rencontrent le champion de la conférence Ouest les Lakers de Los Angeles. Les Lakers remportent la série 4-3. James Worthy est nommé MVP des Finales (meilleur joueur des finales).

## Avant les finales

### Pistons de Détroit
Les Pistons de l'entraîneur, Chuck Daly, étaient une équipe prometteuse qui a graduellement gravi les échelons de la Conférence Est. Connus sous le nom de "Bad Boys" pour leur style de jeu physique et défensif, le noyau des Pistons comprenait les meneurs Isiah Thomas et Joe Dumars, les ailiers Adrian Dantley et Rick Mahorn, le pivot Bill Laimbeer, et les joueurs de banc comme Vinnie Johnson, Dennis Rodman et John Salley. Au milieu de la saison, Détroit a acquis James Edwards. 
La saison 1987-1988 marque une nouvelle ascension pour la franchise, Détroit remportant le titre de la division centrale avec un bilan de 54-28. Ils ont vaincu les Bullets de Washington et les Bulls de Chicago en cinq matchs, avant d'affronter à nouveau les Celtics de Boston en finale de conférence. Cette fois, les Pistons étaient la meilleure équipe, éliminant les Celtics en six matchs pour leur première apparition en finale de la NBA depuis 1956.

### Lakers de Los Angeles
Lors du défilé du titre de 1987 à Los Angeles, l'entraîneur des Lakers, Pat Riley, a garanti un second titre consécutif, un exploit qui n'avait pas été réalisé depuis les Celtics de Boston lors des finales en 1969. Motivés par la fierté de leur entraîneur, les Lakers ont une fois de plus obtenu le meilleur bilan de la ligue au cours de la saison 1987-1988 (62-20), malgré trois victoires de moins que l'année précédente. Ils ont également connu une série de victoires de 15 matchs du 11 décembre 1987 jusqu'à ce que les Lakers soient battus par les Clippers de Los Angeles (109-110) le 13 janvier 1988. Ils ont également eu une autre série de 10 victoires du 11 février au 28 février 1988.
Cependant, les playoffs se sont révélées être une ascension difficile pour les Lakers. Ils ont balayé les Spurs de San Antonio au premier tour. Ils sont revenus d'un déficit de 2-1 contre le Jazz de l'Utah en demi-finale avant de les battre lors du septième match. Ils ont vaincu les Mavericks de Dallas en 7 matchs lors des finales de conférence.

## Lieux des compétitions
Les deux salles pour le tournoi ces finales sont : le Silverdome de Pontiac et le Great Western Forum d'Inglewood.
| Los Angeles         | \| Pontiac Los Angeles \| | Pontiac    |
| Great Western Forum | \| Pontiac Los Angeles \| | Silverdome |
| Capacité: 17 505    | \| Pontiac Los Angeles \| | Capacité:  |
| Te Forum            | \| Pontiac Los Angeles \| | Silverdome |
| Pontiac Los Angeles |                           |            |

## Résumé de la saison régulière
| Champion de division | Qualifié pour les playoffs | Non qualifié pour les playoffs |

### Par conférence
| Conférence Est | Conférence Est         | Conférence Est | Conférence Est | Conférence Est |
| No             | Franchise              | Vic.           | Déf.           | PCT            |
| -------------- | ---------------------- | -------------- | -------------- | -------------- |
| 1              | Celtics de Boston      | 57             | 25             | 69.5           |
| 2              | Pistons de Détroit     | 54             | 28             | 65.9           |
| 3              | Bulls de Chicago       | 50             | 32             | 61.0           |
| 4              | Hawks d'Atlanta        | 50             | 32             | 61.0           |
| 5              | Bucks de Milwaukee     | 42             | 40             | 51.2           |
| 6              | Cavaliers de Cleveland | 42             | 40             | 51.2           |
| 7              | Bullets de Washington  | 38             | 44             | 46.3           |
| 8              | Knicks de New York     | 38             | 44             | 46.3           |
|                |                        |                |                |                |
| 9              | Pacers de l'Indiana    | 38             | 44             | 46.3           |
| 10             | 76ers de Philadelphie  | 36             | 46             | 43.9           |
| 11             | Nets du New Jersey     | 19             | 63             | 23.2           |

| Conférence Ouest | Conférence Ouest          | Conférence Ouest | Conférence Ouest | Conférence Ouest |
| No               | Franchise                 | Vic.             | Déf.             | PCT              |
| ---------------- | ------------------------- | ---------------- | ---------------- | ---------------- |
| 1                | Lakers de Los Angeles C   | 62               | 20               | 75.6             |
| 2                | Nuggets de Denver         | 54               | 28               | 65.9             |
| 3                | Mavericks de Dallas       | 53               | 29               | 64.6             |
| 4                | Trail Blazers de Portland | 53               | 29               | 64.6             |
| 5                | Jazz de l'Utah            | 47               | 35               | 57.3             |
| 6                | Rockets de Houston        | 46               | 36               | 56.1             |
| 7                | SuperSonics de Seattle    | 44               | 38               | 53.7             |
| 8                | Spurs de San Antonio      | 31               | 51               | 37.8             |
|                  |                           |                  |                  |                  |
| 9                | Suns de Phoenix           | 28               | 54               | 34.1             |
| 10               | Kings de Sacramento       | 24               | 58               | 29.3             |
| 11               | Warriors de Golden State  | 20               | 62               | 24.4             |
| 12               | Clippers de Los Angeles   | 17               | 65               | 20.7             |

C - Champions NBA

### Tableau des playoffs
|  | 1er tour         | 1er tour               | 1er tour              |   |                           | Demi-finales de Conférence | Demi-finales de Conférence | Demi-finales de Conférence |  |   | Finales de Conférence | Finales de Conférence | Finales de Conférence |  |    | Finales NBA        | Finales NBA | Finales NBA |
|  |                  |                        |                       |   |                           |                            |                            |                            |  |   |                       |                       |                       |  |    |                    |             |             |
|  | 1                | Celtics de Boston      | 3                     |   |                           |                            |                            |                            |  |   |                       |                       |                       |  |    |                    |             |             |
|  | 8                | Knicks de New York     | 1                     |   |                           |                            |                            |                            |  |   |                       |                       |                       |  |    |                    |             |             |
|  | 8                | Knicks de New York     | 1                     |   | 1                         | Celtics de Boston          | 4                          |                            |  |   |                       |                       |                       |  |    |                    |             |             |
|  |                  |                        |                       |   | 1                         | Celtics de Boston          | 4                          |                            |  |   |                       |                       |                       |  |    |                    |             |             |
|  |                  | 4                      | Hawks d'Atlanta       | 3 |                           |                            |                            |                            |  |   |                       |                       |                       |  |    |                    |             |             |
|  | 4                | 4                      | Hawks d'Atlanta       | 3 | Hawks d'Atlanta           | 3                          |                            |                            |  |   |                       |                       |                       |  |    |                    |             |             |
|  | 4                |                        |                       |   | Hawks d'Atlanta           | 3                          |                            |                            |  |   |                       |                       |                       |  |    |                    |             |             |
|  | 5                | Bucks de Milwaukee     | 2                     |   |                           |                            |                            |                            |  |   |                       |                       |                       |  |    |                    |             |             |
|  | 5                | Bucks de Milwaukee     | 2                     |   |                           |                            |                            |                            |  | 1 | Celtics de Boston     | 2                     |                       |  |    |                    |             |             |
|  | Conférence Est   |                        |                       |   |                           |                            |                            |                            |  | 1 | Celtics de Boston     | 2                     |                       |  |    |                    |             |             |
|  |                  | 2                      | Pistons de Détroit    | 4 |                           |                            |                            |                            |  |   |                       |                       |                       |  |    |                    |             |             |
|  | 3                | 2                      | Pistons de Détroit    | 4 | Bulls de Chicago          | 3                          |                            |                            |  |   |                       |                       |                       |  |    |                    |             |             |
|  | 3                |                        |                       |   | Bulls de Chicago          | 3                          |                            |                            |  |   |                       |                       |                       |  |    |                    |             |             |
|  | 6                | Cavaliers de Cleveland | 2                     |   |                           |                            |                            |                            |  |   |                       |                       |                       |  |    |                    |             |             |
|  | 6                | Cavaliers de Cleveland | 2                     |   | 3                         | Bulls de Chicago           | 1                          |                            |  |   |                       |                       |                       |  |    |                    |             |             |
|  |                  |                        |                       |   | 3                         | Bulls de Chicago           | 1                          |                            |  |   |                       |                       |                       |  |    |                    |             |             |
|  |                  | 2                      | Pistons de Détroit    | 4 |                           |                            |                            |                            |  |   |                       |                       |                       |  |    |                    |             |             |
|  | 2                | 2                      | Pistons de Détroit    | 4 | Pistons de Détroit        | 3                          |                            |                            |  |   |                       |                       |                       |  |    |                    |             |             |
|  | 2                |                        |                       |   | Pistons de Détroit        | 3                          |                            |                            |  |   |                       |                       |                       |  |    |                    |             |             |
|  | 7                | Bullets de Washington  | 2                     |   |                           |                            |                            |                            |  |   |                       |                       |                       |  |    |                    |             |             |
|  | 7                | Bullets de Washington  | 2                     |   |                           |                            |                            |                            |  |   |                       |                       |                       |  | E2 | Pistons de Détroit | 3           |             |
|  |                  |                        |                       |   |                           |                            |                            |                            |  |   |                       |                       |                       |  | E2 | Pistons de Détroit | 3           |             |
|  |                  | O1                     | Lakers de Los Angeles | 4 |                           |                            |                            |                            |  |   |                       |                       |                       |  |    |                    |             |             |
|  | 1                | O1                     | Lakers de Los Angeles | 4 | Lakers de Los Angeles     | 3                          |                            |                            |  |   |                       |                       |                       |  |    |                    |             |             |
|  | 1                |                        |                       |   | Lakers de Los Angeles     | 3                          |                            |                            |  |   |                       |                       |                       |  |    |                    |             |             |
|  | 8                | Spurs de San Antonio   | 0                     |   |                           |                            |                            |                            |  |   |                       |                       |                       |  |    |                    |             |             |
|  | 8                | Spurs de San Antonio   | 0                     |   | 1                         | Lakers de Los Angeles      | 4                          |                            |  |   |                       |                       |                       |  |    |                    |             |             |
|  |                  |                        |                       |   | 1                         | Lakers de Los Angeles      | 4                          |                            |  |   |                       |                       |                       |  |    |                    |             |             |
|  |                  | 5                      | Jazz de l'Utah        | 3 |                           |                            |                            |                            |  |   |                       |                       |                       |  |    |                    |             |             |
|  | 4                | 5                      | Jazz de l'Utah        | 3 | Trail Blazers de Portland | 1                          |                            |                            |  |   |                       |                       |                       |  |    |                    |             |             |
|  | 4                |                        |                       |   | Trail Blazers de Portland | 1                          |                            |                            |  |   |                       |                       |                       |  |    |                    |             |             |
|  | 5                | Jazz de l'Utah         | 3                     |   |                           |                            |                            |                            |  |   |                       |                       |                       |  |    |                    |             |             |
|  | 5                | Jazz de l'Utah         | 3                     |   |                           |                            |                            |                            |  | 1 | Lakers de Los Angeles | 4                     |                       |  |    |                    |             |             |
|  | Conférence Ouest |                        |                       |   |                           |                            |                            |                            |  | 1 | Lakers de Los Angeles | 4                     |                       |  |    |                    |             |             |
|  |                  | 3                      | Mavericks de Dallas   | 3 |                           |                            |                            |                            |  |   |                       |                       |                       |  |    |                    |             |             |
|  | 3                | 3                      | Mavericks de Dallas   | 3 | Mavericks de Dallas       | 3                          |                            |                            |  |   |                       |                       |                       |  |    |                    |             |             |
|  | 3                |                        |                       |   | Mavericks de Dallas       | 3                          |                            |                            |  |   |                       |                       |                       |  |    |                    |             |             |
|  | 6                | Rockets de Houston     | 1                     |   |                           |                            |                            |                            |  |   |                       |                       |                       |  |    |                    |             |             |
|  | 6                | Rockets de Houston     | 1                     |   | 2                         | Nuggets de Denver          | 2                          |                            |  |   |                       |                       |                       |  |    |                    |             |             |
|  |                  |                        |                       |   | 2                         | Nuggets de Denver          | 2                          |                            |  |   |                       |                       |                       |  |    |                    |             |             |
|  |                  | 3                      | Mavericks de Dallas   | 4 |                           |                            |                            |                            |  |   |                       |                       |                       |  |    |                    |             |             |
|  | 2                | 3                      | Mavericks de Dallas   | 4 | Nuggets de Denver         | 3                          |                            |                            |  |   |                       |                       |                       |  |    |                    |             |             |
|  | 2                |                        |                       |   | Nuggets de Denver         | 3                          |                            |                            |  |   |                       |                       |                       |  |    |                    |             |             |
|  | 7                | SuperSonics de Seattle | 2                     |   |                           |                            |                            |                            |  |   |                       |                       |                       |  |    |                    |             |             |

### Face à face en saison régulière
Les Pistons et les Lakers se sont rencontrés 2 fois. Ils ont chacun remporté un match durant la saison régulière.
| Match | Date            | Équipe à domicile     | Score   | Équipe à l'extérieur  |
| ----- | --------------- | --------------------- | ------- | --------------------- |
| 1     | 8 janvier 1988  | Pistons de Détroit    | 106-104 | Lakers de Los Angeles |
| 2     | 21 février 1988 | Lakers de Los Angeles | 117-110 | Pistons de Détroit    |

## Formule
Pour les séries finales la franchise gagnante est la première à remporter quatre victoires, soit un minimum de quatre matchs et un maximum de sept. Les rencontres se déroulent dans l'ordre suivant :
| Match | Recevant       | Match | Recevant       | Match | Recevant        | Match | Recevant        |
| ----- | -------------- | ----- | -------------- | ----- | --------------- | ----- | --------------- |
| 1     | Meilleur bilan | 2     | Meilleur bilan | 3     | Moins bon bilan | 4     | Moins bon bilan |

| Match | Recevant        | Match | Recevant       | Match | Recevant       |
| ----- | --------------- | ----- | -------------- | ----- | -------------- |
| 5     | Moins bon bilan | 6     | Meilleur bilan | 7     | Meilleur bilan |

Les Lakers de Los Angeles ont l'avantage du terrain ayant un meilleur bilan en saison régulière (62-20 contre 54-28).

## Les Finales

### Match 1
| 7 juin 1988 21:00 EDT |                                                    | Pistons de Détroit 105, Lakers de Los Angeles 93 | Pistons de Détroit 105, Lakers de Los Angeles 93 | Pistons de Détroit 105, Lakers de Los Angeles 93 |  | Great Western Forum, Inglewood Affluence : 17 505 Arbitres : No. 10 Darrell Garretson No. 17 Joe Crawford | CBS |
| 7 juin 1988 21:00 EDT | Score par quart-temps : 22–21, 35–19, 23–28, 25–25 |                                                  |                                                  |                                                  |  | Great Western Forum, Inglewood Affluence : 17 505 Arbitres : No. 10 Darrell Garretson No. 17 Joe Crawford | CBS |
| 7 juin 1988 21:00 EDT | Adrian Dantley 34 Bill Laimbeer 7 Isiah Thomas 12  | Points Rebonds Passes d.                         | Magic Johnson 28 A.C. Green 12 Magic Johnson 10  |                                                  |  | Great Western Forum, Inglewood Affluence : 17 505 Arbitres : No. 10 Darrell Garretson No. 17 Joe Crawford | CBS |
| 7 juin 1988 21:00 EDT | Détroit mène la série 1 à 0                        |                                                  |                                                  |                                                  |  | Great Western Forum, Inglewood Affluence : 17 505 Arbitres : No. 10 Darrell Garretson No. 17 Joe Crawford | CBS |

### Match 2
| 9 juin 1988 21:00 EDT |                                                       | Pistons de Détroit 96, Lakers de Los Angeles 108 | Pistons de Détroit 96, Lakers de Los Angeles 108 | Pistons de Détroit 96, Lakers de Los Angeles 108 |  | Great Western Forum, Inglewood Affluence : 17 505 Arbitres : No. 4 Ed T. Rush No. 20 Jess Kersey | CBS |
| 9 juin 1988 21:00 EDT | Score par quart-temps : 20–25, 19–24, 30–27, 27–32    |                                                  |                                                  |                                                  |  | Great Western Forum, Inglewood Affluence : 17 505 Arbitres : No. 4 Ed T. Rush No. 20 Jess Kersey | CBS |
| 9 juin 1988 21:00 EDT | Adrian Dantley 19 Laimbeer, Mahorn 9 Thomas, Dumars 7 | Points Rebonds Passes d.                         | James Worthy 26 A.C. Green 13 Magic Johnson 11   |                                                  |  | Great Western Forum, Inglewood Affluence : 17 505 Arbitres : No. 4 Ed T. Rush No. 20 Jess Kersey | CBS |
| 9 juin 1988 21:00 EDT | Égalité 1 à 1 dans la série                           |                                                  |                                                  |                                                  |  | Great Western Forum, Inglewood Affluence : 17 505 Arbitres : No. 4 Ed T. Rush No. 20 Jess Kersey | CBS |

### Match 3
| 12 juin 1988 15:30 EDT |                                                    | Lakers de Los Angeles 99, Pistons de Détroit 86 | Lakers de Los Angeles 99, Pistons de Détroit 86 | Lakers de Los Angeles 99, Pistons de Détroit 86 |  | Silverdome, Pontiac Affluence : 39 188 Arbitres : No. 12 Earl Strom No. 25 Hugh Evans | CBS |
| 12 juin 1988 15:30 EDT | Score par quart-temps : 23–21, 24–25, 31–18, 21–22 |                                                 |                                                 |                                                 |  | Silverdome, Pontiac Affluence : 39 188 Arbitres : No. 12 Earl Strom No. 25 Hugh Evans | CBS |
| 12 juin 1988 15:30 EDT | James Worthy 24 James Worthy 9 Magic Johnson 14    | Points Rebonds Passes d.                        | Isiah Thomas 28 Dennis Rodman 12 Isiah Thomas 9 |                                                 |  | Silverdome, Pontiac Affluence : 39 188 Arbitres : No. 12 Earl Strom No. 25 Hugh Evans | CBS |
| 12 juin 1988 15:30 EDT | Los Angeles mène la série 2 à 1                    |                                                 |                                                 |                                                 |  | Silverdome, Pontiac Affluence : 39 188 Arbitres : No. 12 Earl Strom No. 25 Hugh Evans | CBS |

### Match 4
| 14 juin 1988 21:00 EDT |                                                    | Lakers de Los Angeles 86, Pistons de Détroit 111 | Lakers de Los Angeles 86, Pistons de Détroit 111 | Lakers de Los Angeles 86, Pistons de Détroit 111 |  | Silverdome, Pontiac Affluence : 34 276 Arbitres : No. 11 Jake O'Donnell No. 14 Jack Madden | CBS |
| 14 juin 1988 21:00 EDT | Score par quart-temps : 29–32, 22–26, 14–25, 21–28 |                                                  |                                                  |                                                  |  | Silverdome, Pontiac Affluence : 34 276 Arbitres : No. 11 Jake O'Donnell No. 14 Jack Madden | CBS |
| 14 juin 1988 21:00 EDT | Magic Johnson 23 A.C. Green 10 Johnson 6           | Points Rebonds Passes d.                         | Adrian Dantley 27 Isiah Thomas 9 Isiah Thomas 12 |                                                  |  | Silverdome, Pontiac Affluence : 34 276 Arbitres : No. 11 Jake O'Donnell No. 14 Jack Madden | CBS |
| 14 juin 1988 21:00 EDT | Égalité 2 à 2 dans la série                        |                                                  |                                                  |                                                  |  | Silverdome, Pontiac Affluence : 34 276 Arbitres : No. 11 Jake O'Donnell No. 14 Jack Madden | CBS |

### Match 5
| 16 juin 1988 21:00 EDT |                                                     | Lakers de Los Angeles 94, Pistons de Détroit 104 | Lakers de Los Angeles 94, Pistons de Détroit 104  | Lakers de Los Angeles 94, Pistons de Détroit 104 |  | Silverdome, Pontiac Affluence : 41 372 Arbitres : No. 10 Darrell Garretson No. 17 Joe Crawford | CBS |
| 16 juin 1988 21:00 EDT | Score par quart-temps : 30–27, 20–32, 25–22, 19–23  |                                                  |                                                   |                                                  |  | Silverdome, Pontiac Affluence : 41 372 Arbitres : No. 10 Darrell Garretson No. 17 Joe Crawford | CBS |
| 16 juin 1988 21:00 EDT | Kareem Abdul-Jabbar 26 3 joueurs 6 Magic Johnson 17 | Points Rebonds Passes d.                         | Adrian Dantley 25 Bill Laimbeer 11 Isiah Thomas 8 |                                                  |  | Silverdome, Pontiac Affluence : 41 372 Arbitres : No. 10 Darrell Garretson No. 17 Joe Crawford | CBS |
| 16 juin 1988 21:00 EDT | Détroit mène la série 3 à 2                         |                                                  |                                                   |                                                  |  | Silverdome, Pontiac Affluence : 41 372 Arbitres : No. 10 Darrell Garretson No. 17 Joe Crawford | CBS |

### Match 6
| 19 juin 1988 15:30 EDT |                                                    | Pistons de Détroit 102, Lakers de Los Angeles 103 | Pistons de Détroit 102, Lakers de Los Angeles 103 | Pistons de Détroit 102, Lakers de Los Angeles 103 |  | Great Western Forum, Inglewood Affluence : 17 505 Arbitres : No. 25 Hugh Evans No. 4 Ed T. Rush | CBS |
| 19 juin 1988 15:30 EDT | Score par quart-temps : 26–20, 20–33, 35–26, 21–24 |                                                   |                                                   |                                                   |  | Great Western Forum, Inglewood Affluence : 17 505 Arbitres : No. 25 Hugh Evans No. 4 Ed T. Rush | CBS |
| 19 juin 1988 15:30 EDT | Isiah Thomas 43 Bill Laimbeer 9 Joe Dumars 10      | Points Rebonds Passes d.                          | James Worthy 28 A.C. Green 10 Magic Johnson 19    |                                                   |  | Great Western Forum, Inglewood Affluence : 17 505 Arbitres : No. 25 Hugh Evans No. 4 Ed T. Rush | CBS |
| 19 juin 1988 15:30 EDT | Égalité 3 à 3 dans la série                        |                                                   |                                                   |                                                   |  | Great Western Forum, Inglewood Affluence : 17 505 Arbitres : No. 25 Hugh Evans No. 4 Ed T. Rush | CBS |

### Match 7
| 21 juin 1988 21:00 EDT |                                                    | Pistons de Détroit 105, Lakers de Los Angeles 108 | Pistons de Détroit 105, Lakers de Los Angeles 108 | Pistons de Détroit 105, Lakers de Los Angeles 108 |  | Great Western Forum, Inglewood Affluence : 17 505 Arbitres : No. 12 Earl Strom No. 11 Jake O'Donnell | CBS |
| 21 juin 1988 21:00 EDT | Score par quart-temps : 23–21, 29–26, 21–36, 32–25 |                                                   |                                                   |                                                   |  | Great Western Forum, Inglewood Affluence : 17 505 Arbitres : No. 12 Earl Strom No. 11 Jake O'Donnell | CBS |
| 21 juin 1988 21:00 EDT | Joe Dumars 25 John Salley 10 Isiah Thomas 7        | Points Rebonds Passes d.                          | James Worthy 36 James Worthy 16 Magic Johnson 14  |                                                   |  | Great Western Forum, Inglewood Affluence : 17 505 Arbitres : No. 12 Earl Strom No. 11 Jake O'Donnell | CBS |
| 21 juin 1988 21:00 EDT | Los Angeles gagne la série 4 à 3                   |                                                   |                                                   |                                                   |  | Great Western Forum, Inglewood Affluence : 17 505 Arbitres : No. 12 Earl Strom No. 11 Jake O'Donnell | CBS |

## Équipes

### Lakers de Los Angeles
| Effectif des Lakers de Los Angeles 1987-1988 |
| --- |
| 1 Wes Matthews • 3 Jeff Lamp • 4 Byron Scott • 19 Tony Campbell • 20 Milton Wagner • 21 Michael Cooper • 31 Kurt Rambis • 32 Magic Johnson • 33 Kareem Abdul-Jabbar • 42 James Worthy (MVP Finales) • 43 Mychal Thompson • 45 A. C. Green • 52 Mike Smrek • 55 Billy Thompson Entraîneur : Pat Riley |

### Pistons de Détroit
| Effectif des Pistons de Détroit 1987-1988 |
| --- |
| 00 William Bedford • 4 Joe Dumars • 10 Dennis Rodman • 11 Isiah Thomas • 15 Vinnie Johnson • 22 John Salley • 23 Walker Russell • 35 Ralph Lewis • 40 Bill Laimbeer • 42 Chuck Nevitt • 44 Rick Mahorn • 45 Adrian Dantley • 50 Darryl Dawkins • 53 James Edwards • 54 Ron MooreEntraîneur : Chuck Daly |

## Statistiques

### Lakers de Los Angeles
| Joueur              | MJ | MC | MPG  | FG%  | 3P%  | FT%   | RPG | APG  | SPG | BPG | PPG  |
| ------------------- | -- | -- | ---- | ---- | ---- | ----- | --- | ---- | --- | --- | ---- |
| Kareem Abdul-Jabbar | 7  | 7  | 29.6 | .414 | .000 | .714  | 4.1 | 1.0  | 0.6 | 1.1 | 13.1 |
| Tony Campbell       | 2  | 0  | 7.0  | .667 | .000 | 1.000 | 0.5 | 0.5  | 0.0 | 0.0 | 4.0  |
| Michael Cooper      | 7  | 0  | 25.1 | .205 | .150 | .625  | 1.6 | 2.1  | 0.9 | 0.3 | 3.7  |
| A.C. Green          | 7  | 7  | 34.6 | .558 | .000 | .733  | 8.7 | 0.6  | 0.4 | 0.0 | 10.0 |
| Magic Johnson       | 7  | 7  | 41.4 | .550 | .333 | .866  | 5.7 | 13.0 | 2.0 | 0.1 | 21.1 |
| Wes Matthews        | 4  | 0  | 2.3  | .333 | .000 | 1.0   | 0.0 | 0.0  | 0.3 | 0.0 | 1.5  |
| Kurt Rambis         | 5  | 0  | 6.6  | .667 | .000 | .400  | 1.6 | 0.0  | 0.2 | 0.0 | 1.2  |
| Byron Scott         | 7  | 7  | 40.1 | .476 | .455 | .771  | 4.9 | 2.0  | 1.0 | 0.4 | 18.9 |
| Mike Smrek          | 2  | 0  | 3.0  | .000 | .000 | .000  | 1.0 | 0.0  | 0.0 | 0.0 | 0.0  |
| Mychal Thompson     | 7  | 0  | 21.6 | .500 | .000 | .412  | 3.6 | 0.3  | 0.0 | 0.4 | 7.0  |
| Milton Wagner       | 2  | 0  | 2.5  | .000 | .000 | .000  | 0.0 | 0.5  | 0.0 | 0.0 | 0.0  |
| James Worthy        | 7  | 7  | 38.0 | .492 | .000 | .735  | 7.4 | 4.4  | 0.7 | 0.6 | 22.0 |

### Pistons de Détroit
| Joueur         | MJ | MC | MPG  | FG%  | 3P%  | FT%   | RPG | APG | SPG | BPG | PPG  |
| -------------- | -- | -- | ---- | ---- | ---- | ----- | --- | --- | --- | --- | ---- |
| Adrian Dantley | 7  | 7  | 36.4 | .573 | .000 | .859  | 5.0 | 2.3 | 0.6 | 0.1 | 21.3 |
| Joe Dumars     | 7  | 7  | 33.3 | .513 | .500 | .929  | 2.3 | 4.6 | 0.6 | 0.0 | 13.4 |
| James Edwards  | 7  | 0  | 13.7 | .477 | .000 | .636  | 3.0 | 1.0 | 0.1 | 0.4 | 7.0  |
| Vinnie Johnson | 7  | 0  | 23.4 | .405 | .167 | .444  | 3.7 | 3.0 | 0.7 | 0.1 | 11.0 |
| Bill Laimbeer  | 7  | 7  | 33.6 | .391 | .333 | 1.000 | 8.9 | 1.9 | 0.4 | 1.0 | 9.4  |
| Ralph Lewis    | 3  | 0  | 1.3  | .500 | .000 | .000  | 1.0 | 0.0 | 0.0 | 0.0 | 0.7  |
| Rick Mahorn    | 7  | 7  | 10.6 | .409 | .000 | .833  | 2.4 | 0.1 | 0.0 | 0.6 | 3.3  |
| Chuck Nevitt   | 1  | 0  | 1.0  | .500 | .000 | .000  | 2.0 | 0.0 | 0.0 | 0.0 | 2.0  |
| Dennis Rodman  | 7  | 0  | 24.9 | .629 | .000 | .524  | 6.9 | 0.6 | 0.9 | 1.0 | 7.9  |
| Walker Russell | 3  | 0  | 1.7  | .333 | .000 | 1.000 | 0.0 | 0.0 | 0.0 | 0.0 | 1.3  |
| John Salley    | 7  | 0  | 25.3 | .581 | .000 | .700  | 6.3 | 0.9 | 0.7 | 1.3 | 7.1  |
| Isiah Thomas   | 7  | 7  | 37.4 | .426 | .294 | .833  | 4.4 | 9.0 | 2.9 | 0.3 | 19.7 |